# Сан-Хуан (гидроаэропорт)
Гидроаэропорт Сан-Хуан (англ. San Juan (Uganik) Seaplane Base), (ИАТА: WSJ, FAA LID: WSJ) — частный коммерческий гидроаэропорт, расположенный в населённом пункте Сан-Хуан (Аляска), США. Гидроаэропорт находится в собственности рыбодобывающей компании San Juan Fishing & Packing Co.
Деятельность гидроаэропорта субсидируется за счёт средств Федеральной программы США Essential Air Service (EAS) по обеспечению воздушного сообщения между небольшими населёнными пунктами страны.

## Операционная деятельность
Гидроаэропорт Сан-Хуан расположен на высоте уровня моря и эксплуатирует одну взлётно-посадочную полосу:
- N/S размерами 3048 x 610 метров, предназначенную для обслуживания гидросамолётов.